# Pless (Faschingsfigur)
Die Pless ist eine Figur, die unregelmäßig im Faschingstreiben der Stadt Bad Aussee in der Steiermark, am Faschingsdienstag, auftritt. Sie symbolisiert den Winter. Ihr Kostüm besteht aus alten wattierten Kleidern und einem Bienenkorb, der auf dem Kopf getragen wird. In der Hand hat die Pless eine Stange, an der ein Fetzen befestigt ist, mit dem vor allem weibliche Zuschauer und Kinder beim Faschingszug geschlagen werden. Die Kinder versuchen unter lautem „Pless, Pless“-Rufen die Pless und somit den Winter mit Schneebällen zu verjagen.